# Saint-Maurice-sur-Vingeanne
Saint-Maurice-sur-Vingeanne este o comună în departamentul Côte-d'Or, Franța. În 2009 avea o populație de 209 de locuitori.

## Evoluția populației
| An        | 1975 | 1982 | 1990 | 1999 | 2006 | 2009 |
| --------- | ---- | ---- | ---- | ---- | ---- | ---- |
| Populație | 184  | 175  | 139  | 162  | 185  | 209  |